# Brotas (ort)
Brotas är en ort i Brasilien.   Den ligger i kommunen Brotas och delstaten São Paulo, i den sydöstra delen av landet, 700 km söder om huvudstaden Brasília. Brotas ligger 651 meter över havet och antalet invånare är 18 689.
Terrängen runt Brotas är platt åt nordost, men åt sydväst är den kuperad. Terrängen runt Brotas sluttar västerut. Brotas är det största samhället i trakten.
Omgivningarna runt Brotas är huvudsakligen savann. Runt Brotas är det glesbefolkat, med 20 invånare per kvadratkilometer.